# Église Saint-Laurent de Rotterdam
Pour les articles homonymes, voir Église Saint-Laurent.
L'église Saint-Laurent ou la grande église (en néerlandais : Grote of Sint-Laurenskerk, littéralement « église grande ou Saint-Laurent ») est une église protestante située dans l'arrondissement Rotterdam-Centre de la ville de Rotterdam aux Pays-Bas. 
Elle est le seul vestige de la ville médiévale.
Ce site est desservi par la station de métro Blaak.

## Histoire

### Moyen Âge

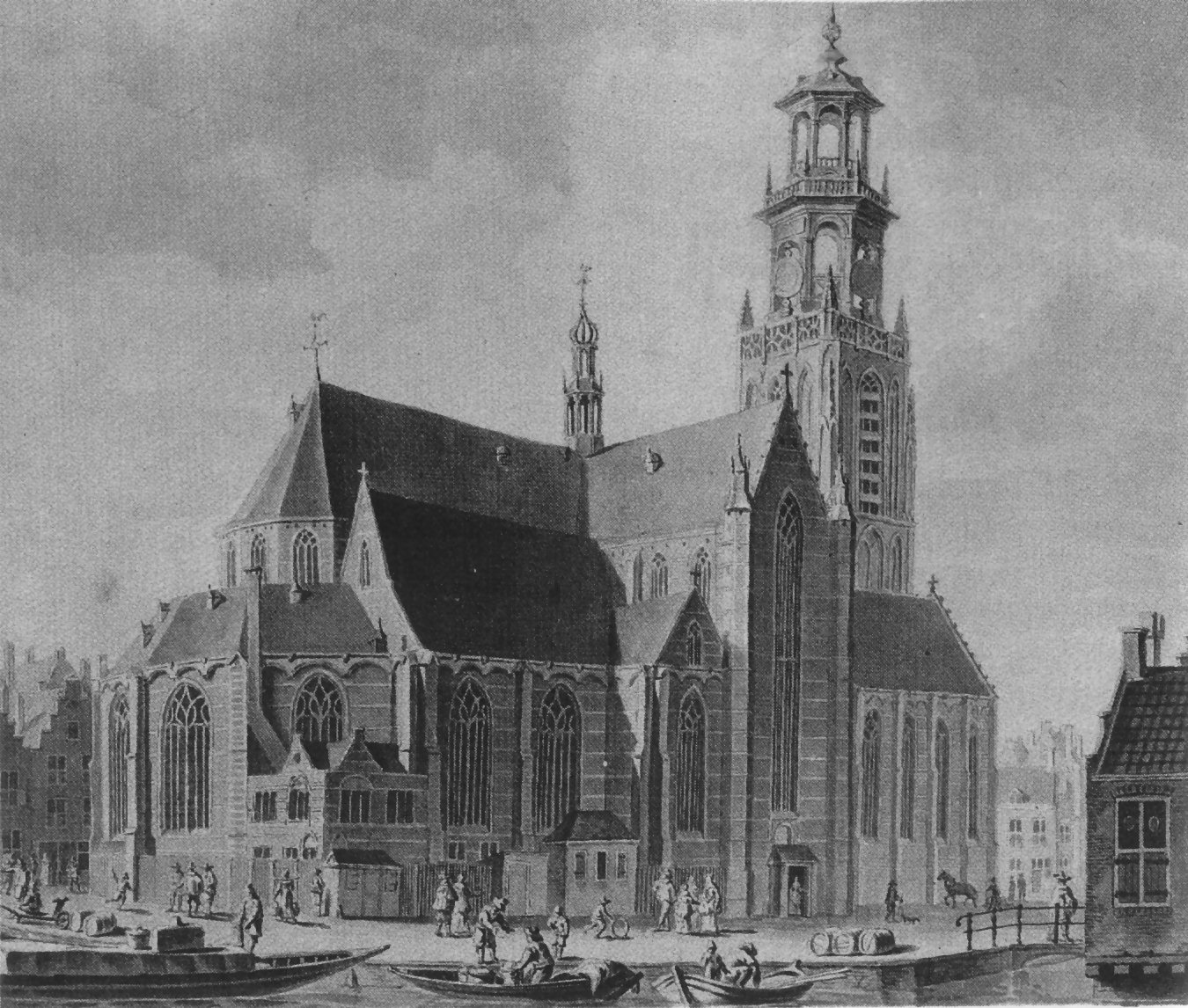
L’eglise Saint-Laurent entre 1621 et 1645.

La Laurenskerk a été précédée d'une première église, essentiellement constituée en bois et construite vers 1300. Le chantier de construction de l'église Saint-Laurent débute en 1412. La brique est alors le matériau employé pour ses structures maçonnées. Le clocher est érigé en 1449. Dans les décennies suivantes, les galeries de l'église sont à leur tour bâties. La nef est complétée par la construction d'un chœur au début des années 1490. En 1497, deux autels, respectivement dédiés à Saint Martin et Saint Willibrord, sont consacrés dans l'enceinte de l'édifice par l'évêque d'Utrecht.

### Époque moderne
Au début du XVIe siècle, entre 1510 et 1512, le chœur est agrémenté de vitraux. Puis, l'année suivante, la façade nord de la Laurenskerk est son tour ornementée d'un vitrail représentant saint Laurent. En 1547, les structures du clocher sont remaniées et augmentées d'un second étage. Des blocs de pierre de taille constituent les maçonneries de ce second niveau. La partie sommitale de la tour est, quant à elle, recouverte d'un comble conçu uniquement à partir de bois.

## Les orgues

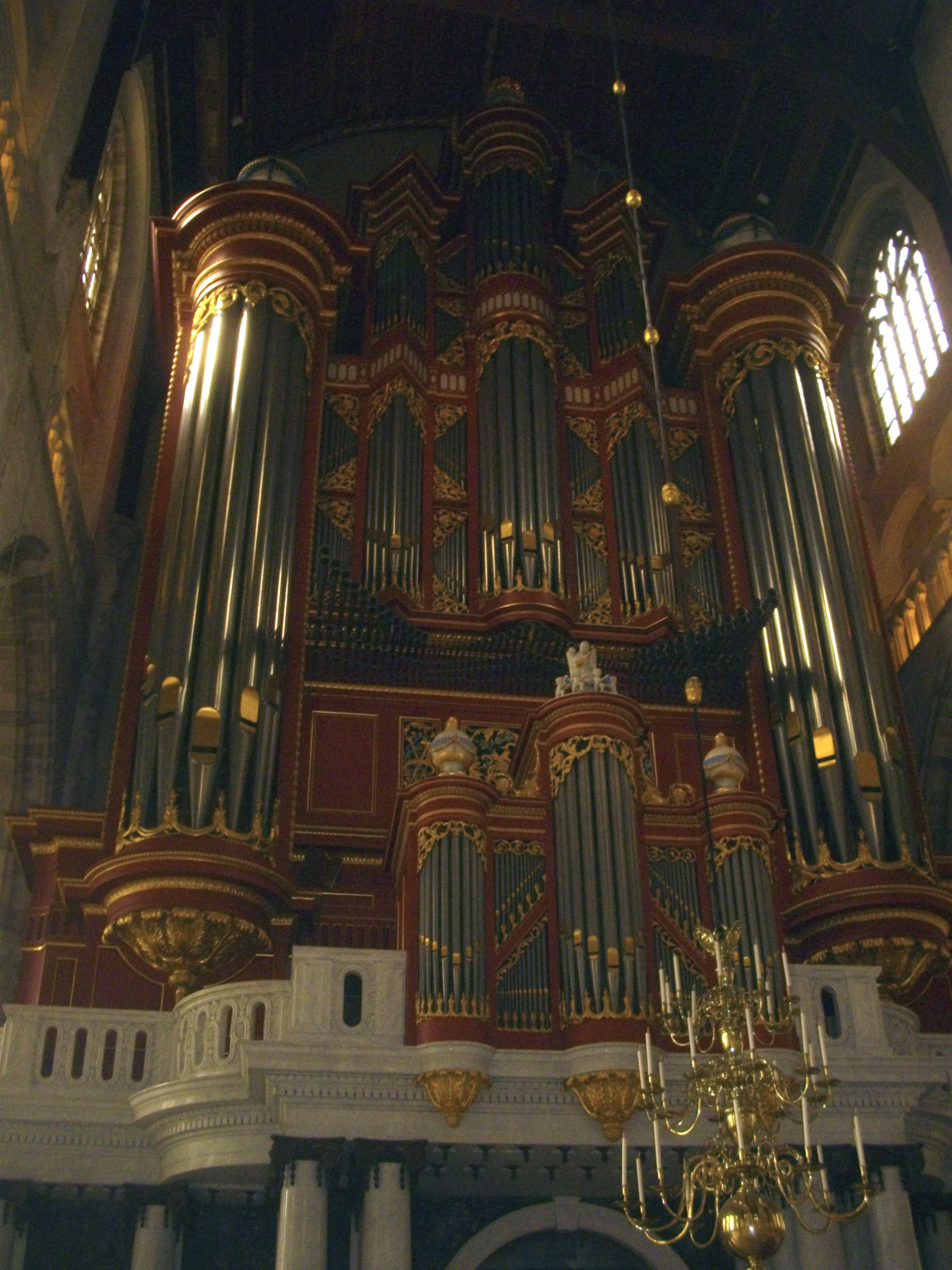
Orgue de l'église.

L'orgue de tribune est construit par Marcussen en 1973 et comprend 84 jeux (7 486 tuyaux) répartis sur 4 claviers et pédalier. C'est l'un des plus grands orgues à traction mécanique du monde. Le buffet principal mesure 12,2 mètres de large. Il est situé entre deux tours mesurant chacune 10 mètres de haut renfermant la tuyauterie de la pédale. Il comprend six jeux d'orgue espagnol en chamade ainsi qu'un bazuin (trombone) 32' et plusieurs dizaines de rangs de mixtures. Le premier orgue a été achevé en 1644, il comprenait 44 jeux sur trois clavier et pédaliers. En 1790 un nouvel instrument est commandé au facteur Andreas Wolferts de Dordrecht, mais ne fut achevé qu'en 1828 par les facteurs Heinemann, Freytag et Meere qui ont poursuivi les travaux de Wolferts.
En 1845, le facteur Bätz améliore l'instrument et le porte à 72 jeux. C'est cet instrument qui sera détruit en 1940.
L'orgue de transept est construit en 1959 par Marcussen. Il comprend 30 jeux répartis sur 3 claviers et pédalier et est à traction mécanique. Le buffet fut construit en 1540 par Hendrik Niehoff.
L'orgue de chœur est construit par Marcussen en 1962. Il possède 8 jeux sur 1 clavier et est totalement mécanique. Le buffet date de 1725. L'orgue était à l'origine dans la chapelle de l'ancien couvent d'Amsterdam. Il fut restauré dans son état d'origine.
L'orgue positif fut construit en 1963 par Van Vulpen. Il est à traction mécanique et comprend 5 jeux sur un clavier. Cet orgue était à l'origine au centre néerlandais réformé Het Trefpunt. À sa fermeture en 1990, l'orgue est installé à l'église Saint-Laurent.